# Kebba Jallow (Politiker, 1973)
Kebba Jallow (* 3. September 1973) ist ein gambischer Politiker.

## Leben
| Parlamentswahl | Stimmen | Stimmanteil |
| -------------- | ------- | ----------- |
| 2017           | 1.397   | 53,08 %     |
| 2022           | 1.719   | 41,45 %     |

Kebba Jallow trat bei der Wahl zum Parlament 2017 als Kandidat der Gambia Democratic Congress (GDC) im Wahlkreis Jarra Central in der Mansakonko Administrative Region an. Mit 53,08 % konnte er den Wahlkreis vor Wandifa Sanneh (UDP) für sich gewinnen.
Nach Differenzen mit dem GDC-Vorsitzenden Mamma Kandeh wurde Jallow 2021 aus der Partei ausgeschlossen und erklärte, nun Präsident Adama Barrow zu unterstützen, wie es ihm zuvor bereits vorgeworfen war.
Bei den Parlamentswahlen 2022 erreichte Jallow als Kandidat der von Barrow gegründeten National People’s Party (NPP) erneut die meisten Stimmen im Wahlkreis Jarra Central und wurde Mitglied der 6. Gambischen Nationalversammlung.